# SHINee WORLD 2017 ~FIVE~
《SHINee WORLD 2017 ~FIVE~》는 대한민국의 보이 그룹 샤이니의 다섯 번째 일본 콘서트 투어이다. 본래 22회에 걸친 아레나 투어로 예정되어 있었으나, 현지 팬들의 호응이 좋아 3회의 공연 일정이 추가되었다.

## 그 외

### 종현의 부상
2017년 1월 26일, 샤이니 일본 공식 홈페이지는 종현이 콘서트 리허설 중 발목 부상을 당해 콘서트 안무 대열에 합류하지 못하게 되었음을 공식화하였으며 30일에 방송된 〈푸른밤 종현입니다〉를 통해서도 당시의 상황에 관한 해명을 통해 팬들의 우려를 달랬다. 이후 3월 11일에 열렸던 동경 공연부터 안무 대열에 합류하며 콘서트에 정상적으로 참여했다.

### 온유의 SPECIAL EDITION 불참
2017년 8월 14일, 온유의 성추문이 발생하면서 자숙의 시간을 갖기 위해 4일에 걸쳐 열리는 SPECIAL EDITION 공연에 불참하겠다는 의사를 밝혔다.

## 투어 일정
| 날짜            | 도시     | 장소                               | 관객 수        |
| --------------- | -------- | ---------------------------------- | -------------- |
| 2017년 1월 28일 | 후쿠이시 | 후쿠이 선 돔                       | 통산 20,000명  |
| 2017년 1월 29일 | 후쿠이시 | 후쿠이 선 돔                       | 통산 20,000명  |
| 2017년 2월 3일  | 신호     | 고베 월드 기념 홀                  | 통산 30,000명  |
| 2017년 2월 4일  | 신호     | 고베 월드 기념 홀                  | 통산 30,000명  |
| 2017년 2월 5일  | 신호     | 고베 월드 기념 홀                  | 통산 30,000명  |
| 2017년 2월 11일 | 복강     | 마린 멧세 후쿠오카                 | 통산 30,000명  |
| 2017년 2월 12일 | 복강     | 마린 멧세 후쿠오카                 | 통산 30,000명  |
| 2017년 2월 16일 | 대판     | 오사카 성 홀                       | 통산 22,000명  |
| 2017년 2월 17일 | 대판     | 오사카 성 홀                       | 통산 22,000명  |
| 2017년 3월 4일  | 정강     | 시즈오카 에코파 아레나             | 10,000명       |
| 2017년 3월 11일 | 동경     | 국립 요요기 경기장 제1체육관       | 통산 24,000명  |
| 2017년 3월 12일 | 동경     | 국립 요요기 경기장 제1체육관       | 통산 24,000명  |
| 2017년 4월 4일  | 나고야시 | 니혼 가이시 홀                     | 통산 20,000명  |
| 2017년 4월 5일  | 나고야시 | 니혼 가이시 홀                     | 통산 20,000명  |
| 2017년 4월 7일  | 대판     | 오사카 성 홀                       | 통산 22,000명  |
| 2017년 4월 8일  | 대판     | 오사카 성 홀                       | 통산 22,000명  |
| 2017년 4월 11일 | 기옥     | 사이타마 슈퍼 아레나               | 통산 40,000명  |
| 2017년 4월 12일 | 기옥     | 사이타마 슈퍼 아레나               | 통산 40,000명  |
| 2017년 4월 15일 | 찰황     | 홋카이도립 종합 체육 센터          | 통산 16,000명  |
| 2017년 4월 16일 | 찰황     | 홋카이도립 종합 체육 센터          | 통산 16,000명  |
| 2017년 4월 22일 | 광도     | 그린 아레나                        | 통산 22,000명  |
| 2017년 4월 23일 | 광도     | 그린 아레나                        | 통산 22,000명  |
| 2017년 4월 28일 | 동경     | 국립 요요기 경기장 제1체육관       | 통산 36,000명  |
| 2017년 4월 29일 | 동경     | 국립 요요기 경기장 제1체육관       | 통산 36,000명  |
| 2017년 4월 30일 | 동경     | 국립 요요기 경기장 제1체육관       | 통산 36,000명  |
| 2017년 9월 2일  | 동경     | 도쿄 돔 (SPECIAL EDITION)          | 통산 100,000명 |
| 2017년 9월 3일  | 동경     | 도쿄 돔 (SPECIAL EDITION)          | 통산 100,000명 |
| 2017년 9월 23일 | 대판     | 교세라 돔 오사카 (SPECIAL EDITION) | 통산 80,000명  |
| 2017년 9월 24일 | 대판     | 교세라 돔 오사카 (SPECIAL EDITION) | 통산 80,000명  |

## 세트 리스트
- Opening VCR -
- Gentleman
- Picasso
- JoJo
- Breaking News

- Ment -
- Get The Treasure

- VCR #2 -
- Do Me Right
- 1 of 1
- Mr. Right Guy
- Dream Girl
- 君のせいで (너 때문에)

- VCR #3 -
- Acoustic Medley

1. Juliette
2. Love Like Oxygen
3. Hello
4. Downtown Baby

- Ment -
- Melody

- Dancer Introduction -
- Your Number + Replay - 君は僕のeverything -
- Sweet Surprise

- Ment -
- View
- Become Undone

- VCR #4 -
- Sherlock (Clue+Note)
- ABOAB
- Nothing To Lose
- Married To The Music

- Encore -
- Everybody

- Ment -
- Stand By Me
- Diamond Sky

- Ment -
- Winter Wonderland

- Opening VCR -
- Gentleman
- Picasso
- JoJo
- Breaking News

- Ment -
- Get The Treasure
- LUCIFER
- Do Me Right
- Dream Girl
- 君のせいで (너 때문에)
- 1 of 1
- Mr. Right Guy

- VCR #2 -
- Acoustic Medley

1. Juliette
2. Love Like Oxygen
3. Hello
4. Downtown Baby

- Ment (민호) -
- Melody

- Dancer Introduction -
- Good Good Feeling
- Your Number + Replay - 君は僕のeverything -

- Ment -
- Tell Me Your Name

- VCR #3 -
- Sherlock (Clue+Note)
- ABOAB
- Nothing To Lose
- Married To The Music

- Encore -
- Everybody

- Ment -
- Stand By Me
- To Your Heart
- Diamond Sky

- Ment -
- Winter Wonderland

## 제작
- 샤이니 (온유SPECIAL EDITION 제외, 종현, Key, 민호, 태민)
- 주최 : SM 엔터테인먼트 재팬, ON THE LINE
- 후원 : 유니버설 뮤직 재팬